# Piotr Chęciński
Piotr Chęciński (ur. 8 października 1981) – polski dziennikarz, publicysta, ekspert ds. komunikacji i mediów. Menadżer zarządzający komunikacją korporacyjną w spółkach giełdowych, przemyśle oraz górnictwie.

## Życiorys
Ukończył studia na Uniwersytecie Warszawskim na kierunkach Nauki Polityczne i Integracja Europejska. Kształcił się także poza granicami kraju min. na Tarsus American College w Turcji. Absolwent studiów MBA w Collegium Humanum w Warszawie oraz na Queen Hedvig Adacemy. Laureat stypendium Departamentu Stanu w USA w ramach programu International Visitor Leadership w 2009 roku.
Od 2019 roku dyrektor Komunikacji Korporacyjnej w KGHM Polska Miedź S.A. odpowiedzialny za komunikację zewnętrzną grupy KGHM w Polsce i za granicą. Pomysłodawca i twórca cyklicznego konkursu Ambasador Polski. Współtwórca strategii marketingowej grupy KGHM oraz komunikacji projektów wydobywczych w Chile, USA i Kanadzie.
W latach 2004–2019 dziennikarz prasowy, radiowy i telewizyjny. Gospodarz codziennego pasma w Polskim Radiu 24 później dyrektor i redaktor naczelny portalu polskieradio.pl. Odpowiadał m.in. za uruchomienie we wrześniu 2018 roku serwisu Polskieradio24.pl.
Karierę zawodową rozpoczął w Telewizji Polsat, gdzie pracował przy wydaniach programu „Informacje Polsat”. Później związany był z wydawnictwem Axel Springer.
Od 2006 roku rozpoczął pracę w Telewizji Polskiej. W latach 2006–2017 Jego programy poświęcone tematyce zagranicznej oraz gospodarce były emitowane na antenach TVP2 i TVP INFO oraz w internecie.
Moderator i panelista wielu konferencji biznesowych i forów gospodarczych w Polsce i za granicą. Panelista Forum Ekonomicznego w Krynicy, gospodarz debat na Kongresie 590, Kongresie Impact, czy Europejskim Kongresie Gospodarczym w Katowicach. Uczestnik i gospodarz polskiej strefy podczas CESCO Week w Chile w 2022 roku.
Współautor kampanii wizerunkowej „Made in Poland” oraz projektu „Kobiety Ekspertki”.

## Osiągnięcia dziennikarskie i nagrody
Autor telewizyjnych programów gospodarczych od specjalnego cyklu o bezpieczeństwie energetycznym „Wschodnia Flanka” po rozrywkowy cykl o finansach domowych „Super Zaradni” w TVP 2. Uczestnik i korespondent podczas polskich misji handlowych (USA, Indonezja, Tajlandia, Azerbejdżan, Wietnam, Iran).
W 2012 roku nominowany do nagrody Grand Press w kategorii wywiad za wywiad z byłym oficerem Mosadu Juvalem Avivem („Info Świat” TVP Info).
Na koncie ma ponad 500 wywiadów telewizyjnych i blisko 100 audycji radiowych.